# ایوب نخعی
ابوالحسین، ایّوب نخعی (؟ - ۸۱۹م) (نسب: ایوب بن نوح بن دراج) محدث عراقی در سدهٔ دوم هجری بود. از علی بن موسی‌الرضا روایت نمود. کتابی در علم حدیث نوشته بود.
به نقل از رجال کشی، در نامه ای که علی النقی مشترکا خطاب به حسن بن راشد و ابوب بن نوح نوشته است، از هر دو خواسته است به عنوان وکیل او (هادی)، هر یک در منطقه مخصوص به خود به امور شیعیان بپردازد و به کار دیگری دخالت نکنند.